# Hipparchia padi
Hipparchia padi är en fjärilsart som beskrevs av Ruggero Verity 1927. Hipparchia padi ingår i släktet Hipparchia och familjen praktfjärilar. Inga underarter finns listade i Catalogue of Life.